# 1945년 영국 총선
1945년 영국 총선은 제2차 세계대전이 막바지에 이르자 10년만에 영국에서 치러진 총선으로, 복지정책을 앞세운 노동당이 윈스턴 처칠 수상의 보수당을 이기고 집권하였다.

## 선거 과정
전쟁이 끝나갈 무렵, 1945년 2월 치러진 여론조사에 따르면 처칠 내각의 지지율은 83%에 달했고, 전쟁을 승리로 이끈 보수당의 압승이 확실시되었다.
그러나 국민들은 처칠과 보수당을 별개로 보고 있었는데, 전쟁 이전의 대공황에 대한 대처와 히틀러의 권력이 강화되도록 방치한 네빌 체임벌린 수상 등의 이미지가 남아있었기 때문이었다.
한편 복지국가의 개념을 제시한 베버리지 보고서가 베스트 셀러가 되면서, 한 여론조사에서는 응답자 41%는 주택 문제를, 15%는 일자리 문제를 가장 중요한 문제로 꼽는 등 복지 문제가 이슈화된 상황이었다. 보수당에서 중요시한 치안, 국유화, 안보 등은 각각 7%, 6%, 5%에 불과했다.
이에 노동당은 많은 복지 정책들을 내놓으며 전후 국가재건에 대한 비전을 제시했고, 전쟁이 끝나고 복귀한 참전군인들의 지지를 얻었다. 그러나 보수당은 처칠 내각의 지지율에 안도하며 별 전략을 세우지 않았다. 거기다 처칠은 게슈타포를 운운하며 전쟁 당시 함께 거국내각에 참여했던 노동당을 사회주의로 몰았고, 이는 오히려 훌륭한 전시 지도자가 좋은 평시 지도자는 아니라는 노동당의 논평과 함께 역풍을 불러 일으켰다.

## 선거 결과
정당별 의석수
| 정당       | 의석수 |
| ---------- | ------ |
| 노동당     | 393    |
| 보수당     | 197    |
| 자유당     | 12     |
| 자유국민당 | 11     |
| 독립노동당 | 3      |
| 공산당     | 2      |
| 국민당     | 2      |
| 무소속     | 19     |
| 합계       | 640    |

정당 득표율 
| 정당              | 득표수     | 득표율 |
| ----------------- | ---------- | ------ |
| 노동당            | 11,967,746 | 47.7%  |
| 보수당            | 8,716,211  | 36.2%  |
| 자유당            | 2,177,938  | 9%     |
| 자유국민당        | 686,652    | 2.9%   |
| 영연방            | 110,634    | 0.5%   |
| 공산당            | 97,945     | 0.4%   |
| 국민당            | 92,819     | 0.4%   |
| 독립노동당        | 46,769     | 0.2%   |
| 스코틀랜드 국민당 | 26,707     | 0.1%   |
| 웨일스당          | 16,017     | 0.07%  |